# Санкт Мартин (Палатинат)
Санкт Мартин (њем. Sankt Martin) општина је у њемачкој савезној држави Рајна-Палатинат. Једно је од 74 општинска средишта округа Зидлихе Вајнштрасе. Према процјени из 2010. у општини је живјело 1.878 становника. Посједује регионалну шифру (AGS) 7337070.

## Географски и демографски подаци
Санкт Мартин се налази у савезној држави Рајна-Палатинат у округу Зидлихе Вајнштрасе. Општина се налази на надморској висини од 225 метара. Површина општине износи 11,2 km². У самом мјесту је, према процјени из 2010. године, живјело 1.878 становника. Просјечна густина становништва износи 168 становника/km².

## Међународна сарадња
| Мјесто | Држава    | Врста сарадње | Од    |
| ------ | --------- | ------------- | ----- |
| Шасањ  | Француска | партнерство   | 1975. |
| Извор  |           |               |       |